# Horst Sindermann
Horst Sindermann   (Dresden, 5 de setembre de 1915 - Berlín Est i Berlín, 20 d'abril de 1990) va ser President del Consell de Ministres d'Alemanya Oriental (RDA) de 1973 a 1976. Nascut a Dresden, va ser membre del Partit Comunista d'Alemanya i va passar la Segona Guerra Mundial a la presó. Després de la guerra va ser editor d'un diari i líder de la Chemnitz i Leipzig branca del Partit Socialista Unificat d'Alemanya. Va ser membre de la Cambra del Poble des de 1963 fins al 1969, i el seu president des de 1976 fins al 1989. També va ser membre del Politburó.